# Katja Kittendorf
Katja Kittendorf (* 1971) ist eine deutsche Drehbuchautorin.

## Leben
Katja Kittendorf studierte Psychologie und Anglistik und machte eine Schauspielausbildung. 2001 bis 2002 besuchte sie die Drehbuchklasse der Internationalen Filmschule Köln. Seit 2003 ist sie als freie Drehbuchautorin tätig, dabei für Kinder- und Jugendfilme sowie Familienunterhaltung. Zu ihren Werken gehören Episoden von Die Pfefferkörner und Tonio & Julia.

## Filmografie (Auswahl)
- 2006: Der Seehund von Sanderoog
- 2009: Ob ihr wollt oder nicht
- 2009–2017: Die Pfefferkörner (Fernsehserie, 13 Folgen)
- 2011: Holger sacht nix
- 2013: Ein Schnitzel für alle
- 2017: Eltern und andere Wahrheiten
- 2018: Tonio & Julia: Kneifen gilt nicht
- 2019: Ohne Schnitzel geht es nicht (Miniserie)
- 2019: Tonio & Julia: Wenn einer geht
- 2019: Tonio & Julia: Ein neues Leben
- 2020: Helene, die wahre Braut
- 2020: Gott, du kannst ein Arsch sein!
- 2020: Tonio & Julia: Der perfekte Mann
- 2020: Tonio & Julia: Mut zu leben
- 2021: Luanas Schwur, albanisch: Virgjëresha Shqiptare (Albanien/Deutschland/Belgien/Kosovo 2021)
- 2022: Doktor Ballouz (Fernsehserie, 2 Folgen)
- 2023: Der Irland-Krimi: Mond über Galway (Krimiserie, Folge 8)